# جورجيا هولت
جورجيا هولت (بالإنجليزية: Georgia Holt)‏ هي عارضة ومغنية ومغنية مؤلفة وملحنة وممثلة أمريكية، ولدت في 9 يونيو 1926 في كينسيت في الولايات المتحدة.

## وصلات خارجية
- جورجيا هولت على موقع IMDb (الإنجليزية)
- جورجيا هولت على موقع ميوزك برينز (الإنجليزية)
- جورجيا هولت على موقع ديسكوغز (الإنجليزية)